# Stefano Girelli
Stefano Girelli (sinh ngày 9 tháng 1 năm 2001) là một cầu thủ bóng đá chuyên nghiệp người Ý hiện đang thi đấu ở vị trí tiền vệ cho câu lạc bộ Lecco tại Serie C bảng A, cho mượn từ Cremonese.

## Sự nghiệp thi đấu
Girelli từng chơi cho đội trẻ của Cremonese. Anh ra mắt đội 1 vào ngày 31 tháng 7 năm 2020 trong trận gặp Pordenone tại Serie B.
Ngày 28 tháng 1 năm 2021, anh được đem cho mượn tại Pergolettese cho giai đoạn còn lại của mùa giải. Vào ngày 12 tháng 7 năm 2021, hợp đồng cho mượn được kéo dài thêm 1 năm.
Ngày 15 tháng 7 năm 2022, Girelli được đem cho mượn tại câu lạc bộ Lecco.